# Erythrina grisebachii
Erythrina grisebachii är en ärtväxtart som beskrevs av Ignatz Urban. Erythrina grisebachii ingår i släktet Erythrina och familjen ärtväxter. Inga underarter finns listade i Catalogue of Life.